# Papozze
Papozze är en ort och kommun i provinsen Rovigo i regionen Veneto i Italien. Kommunen hade 1 433 invånare (2018).